# Šokačka kuća u Vajskoj
Šokačka kuća je hrvatska kulturna ustanova u Vajskoj, Vojvodina, Republika Srbija.

## Povijest
Otvorena je 11. srpnja 2019. godine. Sjedište je Hrvata iz Vajske, odnosno hrvatske udruge Antun Sorgg. Za nabavu objekta financijsku pomoć dali su iz Vukovarsko-srijemske županije i posredovalo je Hrvatsko nacionalno vijeće. Svečano ju je otvorio vukovarsko-srijemski župan Božo Galić. Otvorenju su nazočili i predstavnici HNV-a, DSHV-a te hrvatske diplomacije u Srbiji. HNV Republike Srbije cilja pomoći hrvatskih udrugama djelovati u svojim prostorima, jer po tadašnjem stanju od 54 aktivne udruge samo sedam ima prostor u svom vlasništvu, 25 posto hrvatskih udruga nema pristupa nikakvom prostoru za okupljanje, te je Udruga Antun Sorgg tek osma udruga koja ima svoje mjesto. Šokačka kuća namijenjena je za za potrebe udruge kao i stanovništva u Vajskoj, Plavni, Baču. Ideja o nabavci objekta potekla je iz udruge, HNV je potpomogao da se ideja stavi na papir, DSHV je pomogao svojim lobiranjem.